# SRG SSR
A Sociedade Suíça de Radiodifusão e Televisão, mais conhecida pelo seu acrónimo SRG SSR, é a associação pública de radiodifusão da Suíça. Fundada em 1931 e com sede em Berna, é uma organização sem fins lucrativos que coordena o trabalho das várias associações regionais de radiodifusão.
Devido ao complexo sistema político suíço, com quatro línguas oficiais: alemão, francês, italiano e romanche, e um modelo de democracia direta, a organização do organismo público de radiodifusão não é a mesma que noutros Estados europeus. A SRG SSR funciona como uma associação de quatro empresas regionais que detêm as licenças de radiodifusão:
- Suíça germanófona: Schweizer Radio und Fernsehen (SRF)
- Suíça francesa: Radio télévision suisse (RTS)
- Suíça italiana: Radiotelevisione svizzera di lingua italiana (RSI)
- Romanche: Radiotelevisiun Svizra Rumantscha (RTR)

A SRG SSR tem sido um membro ativo da União Europeia de Radiodifusão desde a sua criação em 1950, bem como um acionista do canal de notícias Euronews.

## História
As primeiras emissões de rádio na Suíça tiveram lugar em 1922, através de uma pequena estação de língua francesa em Lausanne, que deu origem a numerosas estações de rádio cooperativas noutras cidades.
O governo suíço só regularizou o sistema em 1930, quando estabeleceu o novo meio de comunicação como um serviço público. A sua expansão nacional foi levada a cabo com base no carácter federal do país. Em 1931, foi criada a atual SRG SSR, uma empresa pública que coordenaria o trabalho das diferentes associações regionais e que recebeu a licença única de radiodifusão. Além disso, foi atribuída à Agência Telegráfica Suíça a gestão exclusiva dos serviços noticiosos, uma medida que se manteve em vigor até 1971.
Em 1931, as primeiras emissões de rádio nacionais foram efectuadas por uma estação de língua francesa (Radio Sottens) e uma estação de língua alemã (Radio Beromünster). Dois anos mais tarde, foi criada uma estação de língua italiana (Radio Monte Ceneri). O reconhecimento da língua romanche em 1938 levou ao desenvolvimento de uma programação própria em romanche, embora integrada na estação de língua alemã. Em 1950, a SRG SSR foi uma das fundadoras da União Europeia de Radiodifusão.
No que se refere à televisão, foi lançado um canal de língua alemã a 1 de Março de 1953 a partir de Zurique (atualmente SRF 1). Um ano mais tarde, foi lançado um canal de língua francesa em Genebra. Nas regiões de língua italiana foi lançado em 1958 um canal em língua alemã com legendas em italiano até 1961 altura em que foi criado o centro de produção em língua italiana nos arredores de Lugano. Para além do imposto direto sobre os meios de comunicação social públicos, os canais de televisão eram autorizados a emitir publicidade. As emissões a cores foram implementadas em 1968, altura em que a televisão era já um meio de comunicação de massas com mais de um milhão de utilizadores registados.
O Conselho Federal autorizou as associações regionais a criarem segundas estações de rádio para fazer face à concorrência de grupos privados estrangeiros, cujo sinal podia ser sintonizado na confederação. O monopólio estatal foi quebrado em 1983 com a autorização de estações de rádio comerciais locais.
Em 1991, o SRG SSR teve uma restruturação completa tornando-se uma associação federal. Um ano mais tarde, a língua romanche passou a ter a sua própria estação de rádio. Quanto ao segundo canal de televisão, foi criado em 1993 um serviço comum denominado "S Plus" - mais tarde rebaptizado "Suisse 4" - que não foi bem acolhido e, a partir de 1 de setembro de 1997, cada grupo foi autorizado a ter o seu segundo canal: SF 2 (alemão), TSR 2 (francês) e TSI 2 (italiano).
A 3 de Dezembro de 2007, foi lançada uma televisão de alta definição denominada HD Suisse, com conteúdos nas quatro línguas oficiais, que durou até 31 de Janeiro de 2012 e a partir dessa data foram criadas versões HD de todos os canais da empresa.
Em 2018, foi realizado um referendo para abolir a taxa de radiodifusão pública e 71,6% da população rejeitou a medida, que foi interpretada como um apoio social aos meios de comunicação públicos, mas levou a uma redução do montante da taxa e à sua cobrança por um organismo oficial. Em 2019, a radiodifusão televisiva digital terrestre foi descontinuada como medida de poupança de custos, uma vez que a televisão na Suíça é principalmente recebida através de cabo digital e satélite.

## Organização

### Nome
O acrónimo "SRG SSR" representa o nome da empresa ("Société suisse de radiodiffusion et de télévision") nas quatro línguas oficiais do país. SRG significa Schweizerische Radio- und Fernsehgesellschaft em alemão, enquanto SSR está associada às outras: Société suisse de radiodiffusion et télévision em francês, Società svizzera di radiotelevisione em italiano, Societad Svizra da Radio e Televisiun em romanche.

### Estrutura
A SRG SSR tem a sua sede em Berna, a capital da confederação. A empresa define-se como um prestador de serviços públicos sem fins lucrativos. A sua missão consiste em "informar, entreter e contribuir para o desenvolvimento educativo e cultural", "promover a formação democrática da opinião, a informação do público e a preservação da identidade cultural" e emitir "programas de qualidade, nos mesmos termos, nas quatro línguas oficiais", bem como ter em conta as exigências da sociedade em geral.

### Financiamento
75% do orçamento da SRG SSR é coberto por um imposto direto sobre a radiodifusão pública, enquanto os restantes 25% provêm de patrocínios, vendas de publicidade e outras receitas comerciais.
O imposto direto é cobrado a cada agregado familiar ao abrigo da Lei Federal da Rádio e Televisão. Os únicos sectores isentos do seu pagamento são os pensionistas e os deficientes. Desde 2019, é cobrado pela agência SERAFE, que está ligada à Administração Fiscal Federal, e o montante anual é determinado pelo Conselho Federal. Anteriormente, era um imposto individual cobrado pela Billag, uma empresa ligada à Swisscom. Em 2021, a taxa por agregado familiar foi fixada em 335 francos suíços (cerca de 337 euros). Embora a SRG SSR fique com a maior parte da receita, uma parte também vai para todos os meios privados que cumprem um serviço público.

## Identidade corporativa
O atual logótipo da SRG SSR foi lançado em 2011 e unifica a imagem corporativa das quatro empresas regionais. Embora se baseie num logótipo comum, cada empresa pode implementar o seu próprio design nos diferentes canais que gere.
De 1999 a 2011, o slogan "SRG SSR idée suisse" (em português: "SRG SSR ideia suíça") foi acrescentado ao logótipo em referência à sua missão de serviço público.

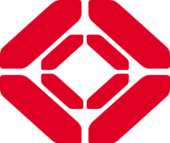
Logótipo de 1985 a 1999.
Logótipo de 1999 a 2011.
Logótipo desde 2011.